# Lega Veronese
La Lega Veronese fu un'alleanza costituita nel 1164 a Verona e patrocinata dalla Repubblica di Venezia, tra alcune delle principali città della Marca Veronese. La Lega comprendeva, oltre alla città scaligera, Padova, Treviso e Vicenza.

## Storia
Dopo la distruzione di Milano operata dalle truppe dell'Imperatore Federico Barbarossa nel 1162, anche nella Marca di Verona, come nel resto della Lombardia storica, furono imposti pesanti tributi. Venezia, decisa a porre sotto la sua influenza le città della terraferma, sfruttò il crescente malcontento che serpeggiava nei ceti urbani verso l'Imperatore. Fu così che a Verona, nel 1164, gli esponenti delle autorità locali, assieme a quelli di Padova e Vicenza, si unirono nella Veronensis societas. Più tardi si sarebbe aggiunta anche Treviso.
Nello stesso anno alcuni nobili veronesi filo-imperiali ordirono un piano, coadiuvati dal Barbarossa, per rimpossessarsi di Verona. La congiura fu scoperta e i suoi partecipanti furono giustiziati. Tuttavia le truppe imperiali s'incontrarono con le truppe della Lega presso Vigasio, ma lo scontro non avvenne poiché i tedeschi, preso atto della loro esiguità, si ritirarono senza colpo ferire.
Nel 1167 gli esponenti della Lega Veronese s'incontrarono presso l'abbazia di Pontida con i delegati delle città che aderivano alla Lega Cremonese e diedero vita alla Lega Lombarda.